# سیارک ۶۶۹۷
سیارک ۶۶۹۷ (به انگلیسی: 6697 Celentano، نامگذاری:1987HM1) شش هزار و ششصد و نود و هفتمین سیارک کشف شده‌است که در ۲۴ آوریل ۱۹۸۷ کشف شد.
قدر مطلق سیارک برابر ۱۲٫۰۰ است.